# Vadstena stad
Denna artikel handlar om den tidigare kommunen Vadstena stad. För orten se Vadstena, för dagens kommun, se Vadstena kommun.
Vadstena stad var en stad och kommun i Östergötlands län. 

## Administrativ historik
Vadstena är en relativt ung stad. Dess äldsta del är kungsgården, som i slutet av 1300-talet blev kloster. Runt klostret uppstod en viss hantverkarbebyggelse. Den 8 december 1400 tilldelades Vadstena stadsprivilegier av drottning Margareta.
Vadstena stad inrättades som kommun, enligt Förordning om kommunalstyrelse i stad (SFS 1862:14) den 1 januari 1863, då Sveriges kommunsystem infördes. Staden inkorporerade vid kommunreformen 1952 Sankt Pers landskommun och 1967 Östgöta-Dals landskommun. 1971 uppgick Vadstena stad med Hovs landskommun i den nybildade Vadstena kommun som uppgick 1974 i Motala kommun, varifrån området 1980 bröts ut för att åter bilda Vadstena kommun.
Egen jurisdiktion med rådhusrätt hade Vadstena stad fram till 1948, då den uppgick i Aska, Dals och Bobergs tingslag.

### Kyrklig tillhörighet
Vadstena stad tillhörde i kyrkligt hänseende Vadstena församling. Senare tillkom andra församlingar från inkorporerade landskommuner.

### Sockenkod
För registrerade fornfynd med mera så återfinns staden inom ett område definierat av sockenkod 0517 som motsvarar den omfattning staden hade kring 1950.

## Stadsvapnet
Blasonering: I fält av guld en S:ta Birgittagestalt – med gloria, dok, klädnad och skor av silver – sittande i en röd stol, skrivande med gåspenna i en bok, båda av silver; ansikte och händer av guld.
Motivet är från 1400-talet. Det fastställdes som vapen för Vadstena stad år 1938. Vid sammanläggningen med Motala kommun 1974 kom vapnet ur bruk. Sedan Motala kommun spruckit 1980 togs det åter i bruk av den nya Vadstena kommun, som lät registrera det i PRV år 1989.

## Geografi
Vadstena stad omfattade den 1 januari 1952 en areal av 22,38 km², varav 22,37 km² land.

### Tätorter i staden 1960
I Vadstena stad fanns tätorten Vadstena, som hade 4 090 invånare den 1 november 1960. Tätortsgraden i staden var då 91,8 procent.

## Politik

### Mandatfördelning i valen 1919–1966
| 8 | 4 | 9 |

| 19 |

| 8 | 3 | 10 |

| 21 |

| 7 | 3 | 11 |

| 20 |

| 8 | 3 | 1 | 9 |

| 21 |

| 7 | 1 | 3 | 10 |

| 21 |

| 7 | 2 | 2 | 10 |

| 21 |

| 9 | 1 | 3 | 8 |

| 21 |

| 10 | 3 | 8 |

| 19 |

| 11 | 4 | 6 |

| 17 | 4 |

| 15 |  | 5 | 6 |

| 23 | 4 |

| 12 |  | 6 | 8 |

| 23 | 4 |

| 13 | 2 | 4 | 8 |

| 22 | 5 |

| 15 | 2 | 4 | 6 |

| 24 |

| 16 | 6 | 5 |  | 7 |

| 32 |